# Maculonaclia matsobory
Maculonaclia matsobory là một loài bướm đêm thuộc phân họ Arctiinae, họ Erebidae.